# Cellone
A cellone hangfekvése a cselló és a nagybőgő között helyezkedik el, a hegedűnél két oktávval mélyebb a hangolással (G1-D-A-e) rendelkezik. Mérete 77 cm, ami nem sokkal nagyobb, mint egy átlagos cselló, emiatt a csellistáknak nem okoz különösebb gondot a rajta való játék.
Feltalálója ugyanaz az ember (Alfred Stelzner), aki a violottát is feltalálta (aminél csak egy oktávval mélyebb). 1890 körül készült az első.